# Barquisimeto
Barquisimeto ist eine Großstadt in Venezuela. Ihr voller Name lautet Nueva Segovia de Barquisimeto. Sie ist die Hauptstadt des Bundesstaates Lara. Sie wurde 1552 von dem Spanier Juan de Villegas gegründet und ist heute die viertgrößte Stadt des Landes.

## Geographie und Klima
Die Stadt liegt etwa 564 Meter über dem Meeresspiegel und 351 km von Caracas in Richtung Maracaibo. Barquisimeto wird im Westen durch ein sehr trockenes und im Osten durch ein subtropisches Gebiet begrenzt. Der Fluss Turbio fließt am südlichen Rand der Stadt entlang und ist umgeben von Zuckerrohrplantagen. Im Süden der Stadt finden sich Berge, welche zu den Andenformationen gehören und das Klima positiv beeinflussen. Die durchschnittliche Tagestemperatur liegt bei 29 °C, die Nachttemperatur bei 16 °C Über das Jahr hinweg gibt es nur kleine Temperaturunterschiede.
|                       | Jan  | Feb  | Mär  | Apr  | Mai  | Jun  | Jul  | Aug  | Sep  | Okt  | Nov  | Dez  |   |      |
| Mittl. Tagesmax. (°C) | 29,7 | 30,5 | 31,5 | 31,0 | 29,5 | 29,2 | 28,9 | 29,8 | 30,5 | 30,3 | 29,9 | 29,4 | ⌀ | 30   |
| Mittl. Tagesmin. (°C) | 18,4 | 18,7 | 19,5 | 20,5 | 20,2 | 19,8 | 19,6 | 19,7 | 19,9 | 20,0 | 19,7 | 19,1 | ⌀ | 19,6 |
|                       |      |      |      |      |      |      |      |      |      |      |      |      |   |      |
| Niederschlag (mm)     | 15   | 9    | 7    | 51   | 82   | 86   | 71   | 54   | 44   | 48   | 57   | 25   | Σ | 549  |
|                       |      |      |      |      |      |      |      |      |      |      |      |      |   |      |
| Sonnenstunden (h/d)   | 8,4  | 8,4  | 7,8  | 6,1  | 6,2  | 6,7  | 7,5  | 7,8  | 7,6  | 7,3  | 7,4  | 8,0  | ⌀ | 7,4  |
|                       |      |      |      |      |      |      |      |      |      |      |      |      |   |      |
| Regentage (d)         | 2    | 1    | 2    | 6    | 8    | 12   | 11   | 8    | 6    | 6    | 6    | 4    | Σ | 72   |
|                       |      |      |      |      |      |      |      |      |      |      |      |      |   |      |
| Luftfeuchtigkeit (%)  | 74   | 72   | 71   | 75   | 80   | 83   | 83   | 82   | 80   | 80   | 80   | 79   | ⌀ | 78,3 |

| 18,4 |

| 18,7 |

| 19,5 |

| 20,5 |

| 20,2 |

| 19,8 |

| 19,6 |

| 19,7 |

| 19,9 |

| 20,0 |

| 19,7 |

| 19,1 |

| 18,4 |

| 18,7 |

| 19,5 |

| 20,5 |

| 20,2 |

| 19,8 |

| 19,6 |

| 19,7 |

| 19,9 |

| 20,0 |

| 19,7 |

| 19,1 |

## Bevölkerung
In der Stadt leben über 1.250.000 Einwohner (Stand 2011). Das Bevölkerungswachstum liegt bei 2,4 % pro Jahr. Zusammen mit Cabudare (134.000) wohnen rund 2 Millionen Menschen in der Agglomeration. 66 % der Bevölkerung sind Mestizen. Zahlreiche Einwanderer aus Südeuropa, China, Libanon und einige aus anderen südamerikanischen Ländern leben in der Stadt.

## Wirtschaft
Die lebensmittelverarbeitende Industrie und der Großhandel mit Landwirtschaftsprodukten aus der naheliegenden Region Quibor sind die wichtigsten Wirtschaftszweige der Stadt. Rum, Bier, Wein, und andere Spirituosen wie Cocui (Agavenschnaps) werden hier erfolgreich und mit modernen Methoden produziert.

## Religion

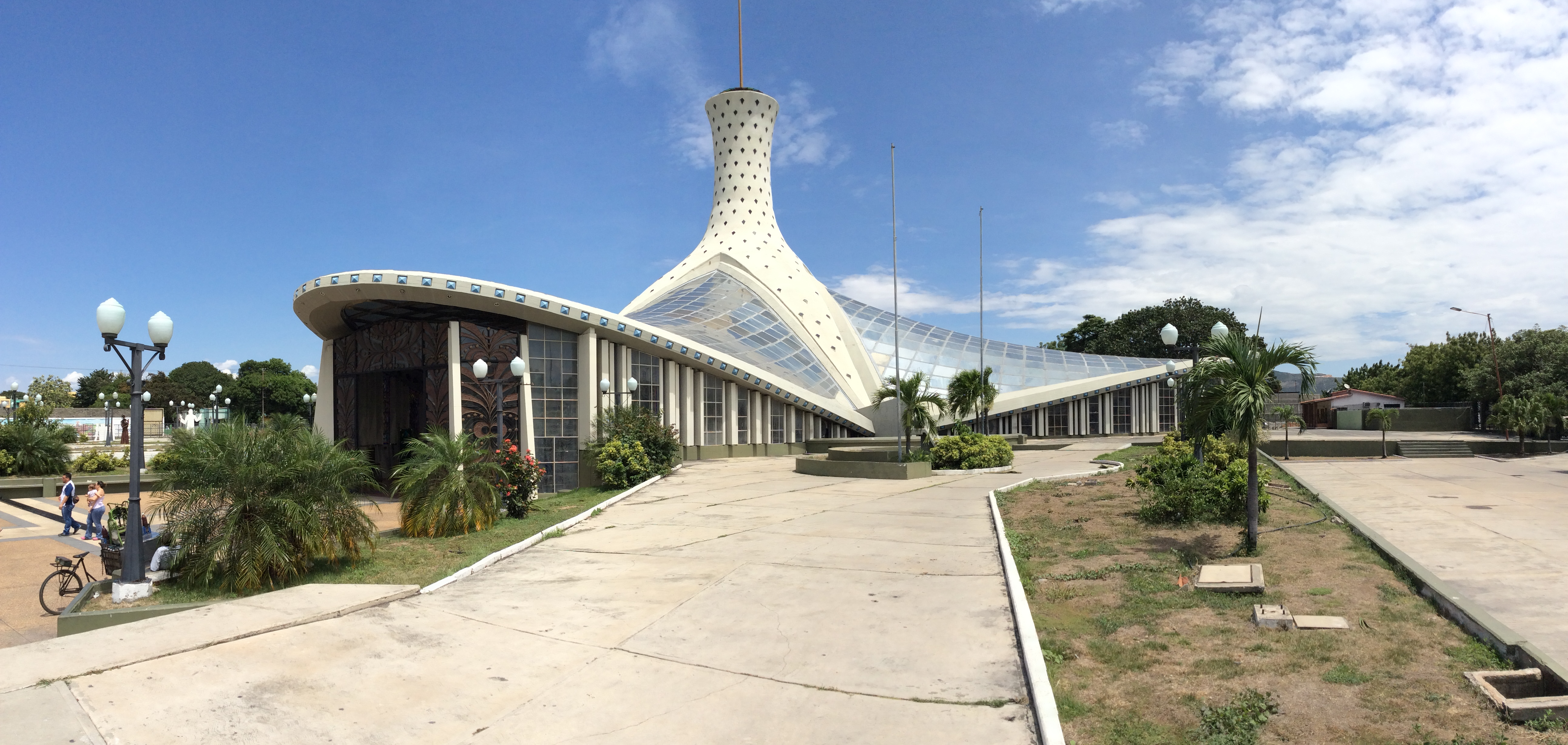
Kathedrale Barquisimeto

Barquisimeto ist seit 1863 Sitz eines Bistums der römisch-katholischen Kirche. 1966 wurde es zum Erzbistum Barquisimeto erhoben. Bischofskirche ist die moderne Kathedrale Nuestra Señora del Carmen, die von 1953 bis 1968 nach Plänen des Architekten Jahn Bergkamp erbaut wurde.
Neben den Katholiken, die den größten Teil der Bevölkerung ausmachen, gibt es auch Angehörige der Griechisch-orthodoxen Kirche, der Anglikanischen Kirche, der Lutheraner, der Evangelikalen, der Kirche Jesu Christi der Heiligen der Letzten Tage, der Sieben-Tags-Adventisten, der Zeugen Jehovas und des Islam.

## Infrastruktur

### Verkehr
Barquisimeto hat große Industrie- und Gewerbegebiete und ist ein Autobahn-Knotenpunkt der Region. Die Stadt verfügt über einen Flughafen und ist mit dem Hafen Puerto Cabello per Autobahn und Eisenbahn verbunden.

### Bildungseinrichtungen
Die Stadt hat sich in den vergangenen Jahren auch zu einem Bildungszentrum der Nation entwickelt: drei Universitäten, eine Polytechnische Universität und zwei Fachhochschulen sind vor Ort. Die älteste und renommierteste Universität ist die UCLA (Universidad Centroccidental Lisandro Alvarado). In der Stadt befindet sich auch ein Campus der Universidad Bolivariana de Venezuela.

## Kultur
Barquisimeto gilt als die musikalische Hauptstadt des Landes Venezuela. Nach der Expo 2000 in Hannover wurde der venezolanische Weltausstellungs-Pavillon mit seinen hydraulisch bewegten Dachelementen in Barquisimeto wieder aufgebaut und dient hier als Konzert- und Veranstaltungsort mit dem Namen 'Flor de Hannover' (Blüte von Hannover).
Im Juni 2003 war Barquisimeto Ausrichtungsort der Leichtathletik-Südamerikameisterschaften.

## Söhne und Töchter der Stadt
- Franco Medina (1874–1960), Geiger, Komponist und Musikpädagoge
- Ana Mercedes Asuaje de Rugeles (1914–2012), Komponistin und Musikpädagogin
- Elisa Soteldo (1922–2016), Sängerin, Pianistin und Musikpädagogin
- Salvador Garmendia (1928–2001), Schriftsteller und Journalist
- Rafael Cadenas (* 1930), Lyriker und Essayist
- Manuel Caballero (1931–2010), Historiker, Journalist und Universitätsdozent
- Pedro Carmona (* 1941), Industrieller und Präsident der venezolanischen Industrie- und Handelskammer
- Pastor López (1944–2019), Sänger und Bandleader
- Franklin Virgüez (* 1953), Schauspieler
- Álvaro Cordero (* 1954), Komponist
- Esther Orjuela (1955–2017), Schauspielerin
- Omar Catarí (* 1964), Boxer
- Jorge Rodríguez (* 1965), Psychiater und Politiker
- Juan Carlos Méndez Guédez (* 1967), Prosa-Schriftsteller
- Yanina Mujica (* 1973), Fußballschiedsrichterin
- Alejandro Moreno (* 1979), Fußballspieler
- Gustavo Dudamel (* 1981), Dirigent und Komponist
- Aída Yéspica (* 1982), Model und Schauspielerin
- Diego Matheuz (* 1984), Dirigent und Geiger
- Luis David Martínez (* 1989), Tennisspieler
- Ángel Pulgar (* 1989), Radrennfahrer
- Jocelyn Castillo (* 1991), Wasserspringerin
- Carlos Linares (* 1991), Bahn- und Straßenradrennfahrer
- Jesús Bueno (* 1999), Fußballspieler